# تولید قهوه در اوگاندا

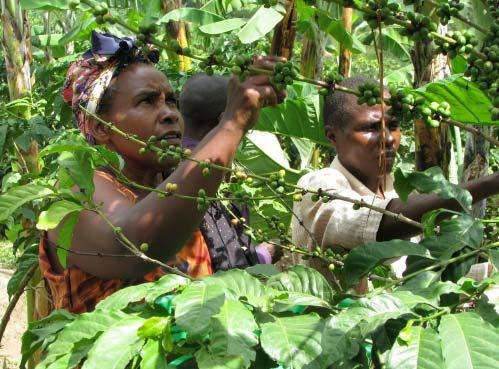
زن کشاورز قهوه در مزرعهٔ کارآموزی

تولید قهوه در اوگاندا، قهوه پردرآمدترین محصول صادراتی اوگاندا است.  در سال ۱۹۸۹، میزان تولید قهوه از ظرفیت ۲٫۳ میلیون کیسه این کشور فراتر رفت، ولی به دلیل مشکلات امنیتی و اقتصادی حجم صادرات کاهش یافته بود و مقادیر زیادی از دانه‌های قهوه برای فروش در کشورهای مجاور، به بیرون از کشور قاچاق می‌شد. اوگاندا از معدود کشورهای دنیا است که قهوه بومی دارد، قهوه روبوستا به صورت وحشی در اطراف دریاچه ویکتوریا نمو می‌کند.
قهوه ربوستا به‌طور طبیعی در نواحی جنگلی کامپالا و منطقه کرسنت دریاچه ویکتوریا (Lake Victoria Crescent) رشد می‌کند. از سال ۱۹۹۹ تا ۲۰۰۲ تلاشی در جهت تجاری سازی این قهوه به عنوان برند ممتاز مصرف‌کننده، با تقلید و گسترش توفیق شیوه پرورش قهوه در سایه در آمریکای مرکزی انجام‌گرفت.

## پیوند بیرونی
- Planting in Uganda. Coffee—Para Rubber—Cocoa from 1913